# Amt Parchim-Land

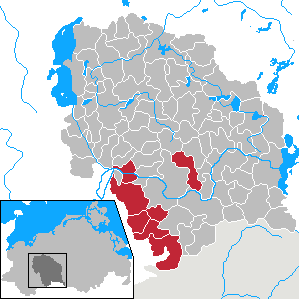
Amt Parchim-Land im Landkreis Parchim

Im Amt Parchim-Land (Landkreis Parchim in Mecklenburg-Vorpommern) waren seit 1991 die neun Gemeinden Groß Godems, Herzfeld, Karrenzin, Matzlow-Garwitz, Rom, Spornitz, Stolpe, Stralendorf und Ziegendorf zur Erledigung ihrer Verwaltungsgeschäfte zusammengeschlossen. Der Sitz der Amtsverwaltung befand sich in der nicht amtsangehörigen Kreisstadt Parchim. Am 13. Juni 2004 wurde die Gemeinde Herzfeld nach Karrenzin  eingemeindet, Stralendorf kam zur Gemeinde Rom. Am 1. Juli 2004 wurde das Amt Parchim-Land aufgelöst. Die verbliebenen sieben Gemeinden des Amtes bilden seither mit den Gemeinden des ebenfalls aufgelösten Amtes Eldetal das neue Amt Parchimer Umland.